# Discografia de Ja Rule
A discografia do rapper estadunidense Ja Rule consiste em sete álbuns de estúdio, duas coletâneas e dezoito singles.

## Álbuns

### Álbuns de estúdio
| Título | Detalhes | Melhor posição | Melhor posição | Melhor posição | Melhor posição | Melhor posição | Melhor posição | Melhor posição | Melhor posição | Melhor posição | Certificações (limiares de vendas)                    | Vendas                      |
| Título | Detalhes | US             | US R&B         | AUS            | CAN            | GER            | IRE            | NZ             | SWI            | UK             | Certificações (limiares de vendas)                    | Vendas                      |
| --- | --- | -------------- | -------------- | -------------- | -------------- | -------------- | -------------- | -------------- | -------------- | -------------- | ----------------------------------------------------- | --------------------------- |
| Venni Vetti Vecci | - Lançado: 01 de junho de 1999 - Gravadora: Murder Inc., Def Jam - Formato: CD, LP, cassette, digital download   | 3              | 1              | —              | 20             | —              | —              | —              | —              | 176            | - : Platina                                           | - : 1,622,000 - : 2,000,000 |
| Rule 3:36 | - Lançado: 10 de outubro de 2000 - Gravadora: Murder Inc., Def Jam - Formato: CD, LP, cassete, download digital  | 1              | 1              | —              | 8              | 72             | —              | —              | —              | 83             | - : 3× Platina - : Prata - : Platina                  | - : 3,365,000 - : 4,000,000 |
| Pain Is Love | - Lançado: 02 de outubro de 2001 - Gravadora: Murder Inc., Def Jam - Formato: CD, LP, cassete, download digital  | 1              | 1              | 6              | 3              | 38             | 24             | 1              | 28             | 3              | - : 3× Platina - : Platina - : 3× Platina - : Platina | - : 3,662,000 - : 6,000,000 |
| The Last Temptation                                                                                                  | - Lançado: 19 de novembro de 2002 - Gravadora: Murder Inc., Def Jam - Formato: CD, LP, cassete, download digital | 4              | 2              | 29             | —              | 50             | 30             | 11             | 27             | 14             | - : Platina - : Ouro - : Prata - : Platina            | - : 1,500,000               |
| Blood in My Eye | - Lançado: 04 de novembro de 2003 - Gravadora: Murder Inc., Def Jam - Formato: CD, LP, cassete, download digital | 6              | 1              | 79             | —              | 98             | —              | —              | 92             | 51             |                                                       | - : 468,000                 |
| R.U.L.E. | - Lançado: 08 de novembro de 2004 - Gravadora: Murder Inc., Def Jam - Formato: CD, LP, download digital          | 7              | 3              | —              | —              | 44             | 67             | —              | 50             | 33             | - : Ouro - : Prata                                    | - : 660,000 (em 2007)       |
| Pain Is Love 2 | - Lançado: 28 de fevereiro de 2012 - Gravadora: Mpire, Fontana - Formato: CD, LP, download digital               | 197            | 34             | —              | —              | —              | —              | —              | —              | —              |                                                       |                             |
| Genius Loves Company                                                                                                 | - Lançamento: 2015 - Gravadora: Mpire, Murder Inc., Fontana - Formato: CD, LP, digital download                  | A ser lançado  | A ser lançado  | A ser lançado  | A ser lançado  | A ser lançado  | A ser lançado  | A ser lançado  | A ser lançado  | A ser lançado  |                                                       |                             |
| "—" denota um lançamento que não foi comercializado no território ou não conseguiu entrar na tabela musical do país. | |                |                |                |                |                |                |                |                |                |                                                       |                             |

### Álbuns de compilação
| Título | Detalhes                                                                                                | Posições nas paradas de pico | Posições nas paradas de pico | Posições nas paradas de pico | Posições nas paradas de pico | Vendas   |
| Título | Detalhes                                                                                                | US                           | US R&B                       | US Rap                       | UK                           | Vendas   |
| --- | --- | ---------------------------- | ---------------------------- | ---------------------------- | ---------------------------- | -------- |
| Exodus | - Lançado: 06 de dezembro de 2005 - Gravadora: Murder Inc., Def Jam - Formato: CD, LP, download digital | 107                          | 23                           | 13                           | 50                           | : 99,000 |
| Icon | - Lançado: 10 de janeiro de 2012 - Gravadora: Motown - Formato: Download Digital                        | —                            | 34                           | 18                           | —                            |          |
| "—" denota um lançamento que não foi comercializado no território ou não conseguiu entrar na tabela musical do país. | |                              |                              |                              |                              |          |

### Mixtapes
| Título     | Detalhes                                                                          |
| ---------- | --------------------------------------------------------------------------------- |
| The Mirror | - Lançamentos: 31 de julho de 2009 - Gravadora: Mpire - Formato: Download Digital |

## Singles

### Como artista principal
| Ano  | Canção                                         | Posição nos gráficos | Posição nos gráficos | Posição nos gráficos | Posição nos gráficos | Posição nos gráficos | Álbum                |
| Ano  | Canção                                         | EUA Hot 100          | EUA R&B              | EUA Rap              | GBR                  | AUS                  | Álbum                |
| ---- | ---------------------------------------------- | -------------------- | -------------------- | -------------------- | -------------------- | -------------------- | -------------------- |
| 1999 | "Holla Holla"                                  | 35                   | 11                   | 2                    | —                    | —                    | Venni Vetti Vecci    |
| 2000 | "Between Me and You" (part. Christina Milian)  | 11                   | 5                    | 11                   | 26                   | —                    | Rule 3:36            |
| 2000 | "Put It On Me" (part.. Lil' Mo & Vita)         | 8                    | 2                    | 11                   | —                    | —                    | Rule 3:36            |
| 2001 | "I Cry" (part.. Lil' Mo)                       | 40                   | 11                   | 25                   | —                    | —                    | Rule 3:36            |
| 2001 | "I'm Real (Murder Remix)" (com Jennifer Lopez) | 1                    | 2                    | —                    | 4                    | 3                    | Pain Is Love         |
| 2001 | "Livin' it Up" (part. Case)                    | 6                    | 4                    | 4                    | 27                   | 6                    | Pain Is Love         |
| 2002 | "Always on Time" (part. Ashanti)               | 1                    | 1                    | 1                    | 6                    | 3                    | Pain Is Love         |
| 2002 | "Down Ass Chick" (part. Charli Baltimore)      | 21                   | 8                    | 5                    | —                    | 37                   | Pain Is Love         |
| 2002 | "Thug Lovin'" (part. Bobby Brown)              | 42                   | 16                   | 10                   | 15                   | 7                    | The Last Temptation  |
| 2003 | "Mesmerize" (part. Ashanti)                    | 2                    | 5                    | 2                    | 12                   | 5                    | The Last Temptation  |
| 2003 | "The Reign"                                    | —                    | —                    | —                    | —                    | 5                    | The Last Temptation  |
| 2003 | "Clap Back"                                    | 44                   | 17                   | 12                   | 9                    | 43                   | Blood in My Eye      |
| 2004 | "New York" (part. Fat Joe & Jadakiss)          | 27                   | 14                   | 10                   | 17                   | —                    | R.U.L.E.             |
| 2004 | "Wonderful" (part. R. Kelly & Ashanti)         | 5                    | 3                    | 2                    | 1                    | 6                    | R.U.L.E.             |
| 2005 | "Caught Up" (part. Lloyd)                      | —                    | 65                   | —                    | 20                   | 34                   | R.U.L.E.             |
| 2007 | "Uh-Ohhh!" (part. Lil' Wayne)                  | —                    | 69                   | —                    | —                    | —                    | The Mirror: Reloaded |
| 2007 | "Body" (part. Ashley Joi)                      | —                    | 71                   | —                    | —                    | —                    | The Mirror: Reloaded |